# Declan Trezise
Declan Trezise (Toowoomba, 30 juni 2002) is een Australisch wielrenner.

## Carrière
In 2020 werd Trezise nationaal kampioen op de weg bij de junioren. In september 2022 werd hij nationaal kampioen veldrijden bij de beloften.
In de Australische zomer van 2022/23 behaalde Trezise enkele ereplaatsen in het Australische nationale circuit. Eind november 2022 won hij een etappe in de Ronde van Tasmanië. Begin januari werd hij zesde in het nationale criteriumkampioenschap voor beloften en twaalfde in de wegwedstrijd in diezelfde categorie. In de Melbourne to Warrnambool Classic eindigde hij op de zeventiende plaats en in de Ronde van Brisbane werd hij twaalfde. Tussendoor had hij, namens een nationale selectie, in de Cadel Evans Great Ocean Road Race zijn debuut in de World Tour gemaakt. In september van dat jaar won hij het bergklassement in de Ronde van Binzhou, een Chinese tweedaagse etappekoers. Een week later won hij de slotrit in de Ronde van Kyushu.
In mei 2024 won Trezise de Ronde van Overijssel, door Oded Kogut en uittredend winnaar Coen Vermeltfoort achter zich te laten in een massasprint.

## Overwinningen
2020
 Australisch kampioen op de weg, Junioren
2023
Bergklassement Ronde van Binzhou
3e etappe Ronde van Kyushu
2024
Ronde van Overijssel

## Ploegen
- 2021 –  ACA Pro Racing Sunshine Coast
- 2022 –  ARA Pro Racing Sunshine Coast
- 2023 –  ARA | Skip Capital
- 2024 –  ARA | Skip Capital
- 2024 –  Astana Qazaqstan Team (stagiair vanaf 1 augustus)
- 2025 –  St George Continental Cycling Team

Ballerini · Battistella · Bettiol (vanf 15/8) · Bol · Brusenskii · Cavendish · Charmig · Fjodorov · Fortunato · Garofoli · Gazzoli · Giditş · Groezdev · Kanter · Koezmin · López · Loetsenko · Maroechin · Mulubrhan · Mørkøv · Pronskii · Scaroni · Schelling · Selig · Syritsa · Tejada · Tsjzjan · Umba · Velasco · Vinokoerov · Goyo (stagiair) · Smirnov (stagiair) · Trezise (stagiair)
Aitken · Carman · Clark · Cooper · Dutton · Hadden · Henderson · Keast · Kergozou · Panizza · Sessini · Sexton · Short · Trezise · Tsen · Whitehouse